# The Sun
The Sun су таблоидне новине које се објављују у Уједињеном Краљевству и Ирској. Објављују је их News Group Newspapers дивизија Њуз УК-а, која је сама у потпуности у власништву Руперт Мардоковог Њуз корп.
The Sun је имао највећи тираж од било којих новина у Уједињеном Краљевству, али је касне 2013. године спао на друге највеће суботње новине иза Дејли мејла. Имале су просечни дневни тираж од 2.213.659 примерака у јануару 2014. године Између јула и децембра 2013. године новине су имале просечну дневну читаност од приближно 5,5 милиона, од којих приближно 31% пада у ABC1 демографију, а 68% у C2DE демографију. Приближно 41% проценат читалаца су жене. The Sun је имао више контроверзи у својој историју, укључујући њихову насловну страну на којој је била катастрофа на Хилзбург фудбалском стадијуму 1989. године, између осталог.
Дана 26. фебруара 2012. године, The Sun on Sunday је лансиран да замени News of the World које су престале да постоји, запосливши неколико њихових бивших новинара. Национална издања се објављују у Лондону (The Sun), Даблину (The Irish Sun) и Глазгову (The Scottish Sun).
Касне 2013. године, The Sun on Sunday је добио нови изглед удружен са другачијим фонтом.

## Историја

### пре Мардока
је првобитно објављиван као листовка 15. септембра 1964. године — са логом у виду сјајног наранџастог диска. Новине су објављивали власници ИПС-ја (међународне корпорације за објављивање) да замене пропадајући Дејли хералд.
Истраживање које је спровео Сесил Кинг из Марк Абрамс сасешког универзитета, Новине које ће јавност читати сутра, пронашли су демографске промене које су сугерисале разлоге због којих би Хералд могао бити у паду. Нове новине је требало да допринесу читаности „друштвених радикала“ Хералдовим политичким радикалима.
До 1969. године, према Хју Кудлипу, Сан је губио око 2 милиона фунти годишње а имао је тираж од 800.000.

### Ране мардошке године
Мардок је изабрао Лери Лемб за свог првог уредника. Лемб је била оштра по његовом мишљењу у „Мирору“, где је претходно била запослена као подуредник.